# Bambang
Bambang là một đô thị hạng 2 ở tỉnh Nueva Vizcaya, Philippines. Theo điều tra dân số năm 2007, đô thị này có dân số 45.440 người trong 8.742 hộ.

## Barangay
Bambang được chia thành 25 barangay.
| - Abian - Abinganan - Aliaga - Almaguer North - Almaguer South - Banggot (Pob.) - Barat - Buag (Pob.) - Calaocan (Pob.) - Dullao - Homestead - Indiana - Mabuslo | - Macate - Manamtam - Mauan - Salinas - San Antonio North - San Antonio South - San Fernando - San Leonardo - Santo Domingo (Tabangan) - Pallas - Magsaysay Hill - Santo Domingo West |